# Montceaux-lès-Vaudes
Montceaux-lès-Vaudes é uma comuna francesa na região administrativa de Grande Leste, no departamento de Aube. Estende-se por uma área de 10,11 km². Em 2010 a comuna tinha 278 habitantes (densidade: 27,5 hab./km²).